# Моят адрес е Съветският съюз
„Моят адрес е Съветският съюз“ е песен на Давид Тухманов по текст на Владимир Харитонов, написана през 1972 г.

## История
Владимир Харитонов написва това стихотворение през 1972 г. (годината на 50-годишнината на СССР). Според Й. Маликов, Харитонов я е прочел на „Песен на годината“ и е изразил съмнение, че може да се превърне в песен; композиторът Давид Тухманов казва, че знае каква ще бъде песента и кой ще я изпълни. Месец по-късно песента е записана от ВИА „Самоцветы“ и изпратена на музикален конкурс; организаторите на събитието не сочат нито изпълнителя, нито автора, но „Моят адрес е Съветският съюз“ заема първо място.
С разпадането на СССР песента за кратко губи популярност; не се пуска по радиостанциите, а „Самоцветы“ спира да я изпълнява на концерти.
| „            | Веднъж отидохме на концерт в Саратов. Беше футболен мач на компанията „Старко“, в който свиреха и артистите. Юра Давидов, ръководителят на нашата компания, дойде при мен и ме помоли да изпея „Моят адрес е Съветският съюз“. Накрая ни качиха в кола и ни возиха из целия стадион. Цялата зала пя тази песен с нас. И тогава осъзнах, че тази песен е за хората. | “ |
| Юрий Маликов | |   |

## Изпълнители
Първият и главен изпълнител на песента „Моят адрес е Съветският съюз“ е ВИА „Самоцветы“. Според основателя на групата Юрий Маликов, който по-късно написва книгата „Моят адрес не е нито къща, нито улица“, композицията „характеризира цяла епоха“. New Gems също записва своята версия.